# Lorelive
Lorelive is een livealbum van de Franse muziekgroep Lazuli. De titel is een samentrekking van Loreley en Live.

## Inleiding
In 2020 had Lazuli het studioalbum Le fantastique envol de Dieter Böhm uitgebracht. Om het te promoten was een tournee voorbereid, die echter geannuleerd moest worden vanwege de coronapandemie. Toen de coronamaatregelen langzaamaan werden opgeheven of ingetrokken, kon Lazuli in 2022 wel op tournee. In dat kader werd ook opgetreden tijdens de Night of the Prog nabij Sankt Goarshausen, met de meer aansprekende naam Loreley, vernoemd naar de nabijgelegen rots Loreley. Lazuli speelde tijdens dat concert op 13 juli 2022 het genoemde album integraal met daarna nog enkele oudere nummers.

## Musici
- Dominique Leonetti – eerste zangstem, gitaar
- Clause Leonetti – Léode
- Arnaud Beyney – gitaar, basgitaar
- Romain Thorel – toetsinstrumenten, hoorn
- Vincent Barnaval: drumstel, percussie, marimba achtergrondzang

## Muziek
| Nr. | Titel                                     | Duur  |
| --- | ----------------------------------------- | ----- |
| 1.  | Sol                                       | 4:36  |
| 2.  | Les chansons sont des bouteilles à la mer | 6:40  |
| 3.  | Mers lacrymales                           | 5:24  |
| 4.  | Dieter Böhm                               | 5:55  |
| 5.  | Baume                                     | 3:47  |
| 6.  | Un visage lunaire                         | 4:25  |
| 7.  | L’envol                                   | 3:19  |
| 8.  | L’homme volant                            | 5:46  |
| 9.  | Dans les mains de Dieter                  | 10:15 |
| 10. | Déraille (niet op cd)                     | 5:45  |
| 11. | Le miroir aux alouettes                   | 6:44  |
| 12. | Les sutures                               | 7:58  |
| 13. | Homo sapiens (niet op cd)                 | 5:02  |
| 14. | Les courants ascendants                   | 6:58  |
| 15. | J’attends un printemps                    | 7:18  |
| 16. | Credits (niet op cd)                      | 1:05  |